# Dunkelsteinerwald (municipality)
Dunkelsteinerwald là một thị xã thuộc huyện Melk trong bang Niederösterreich.

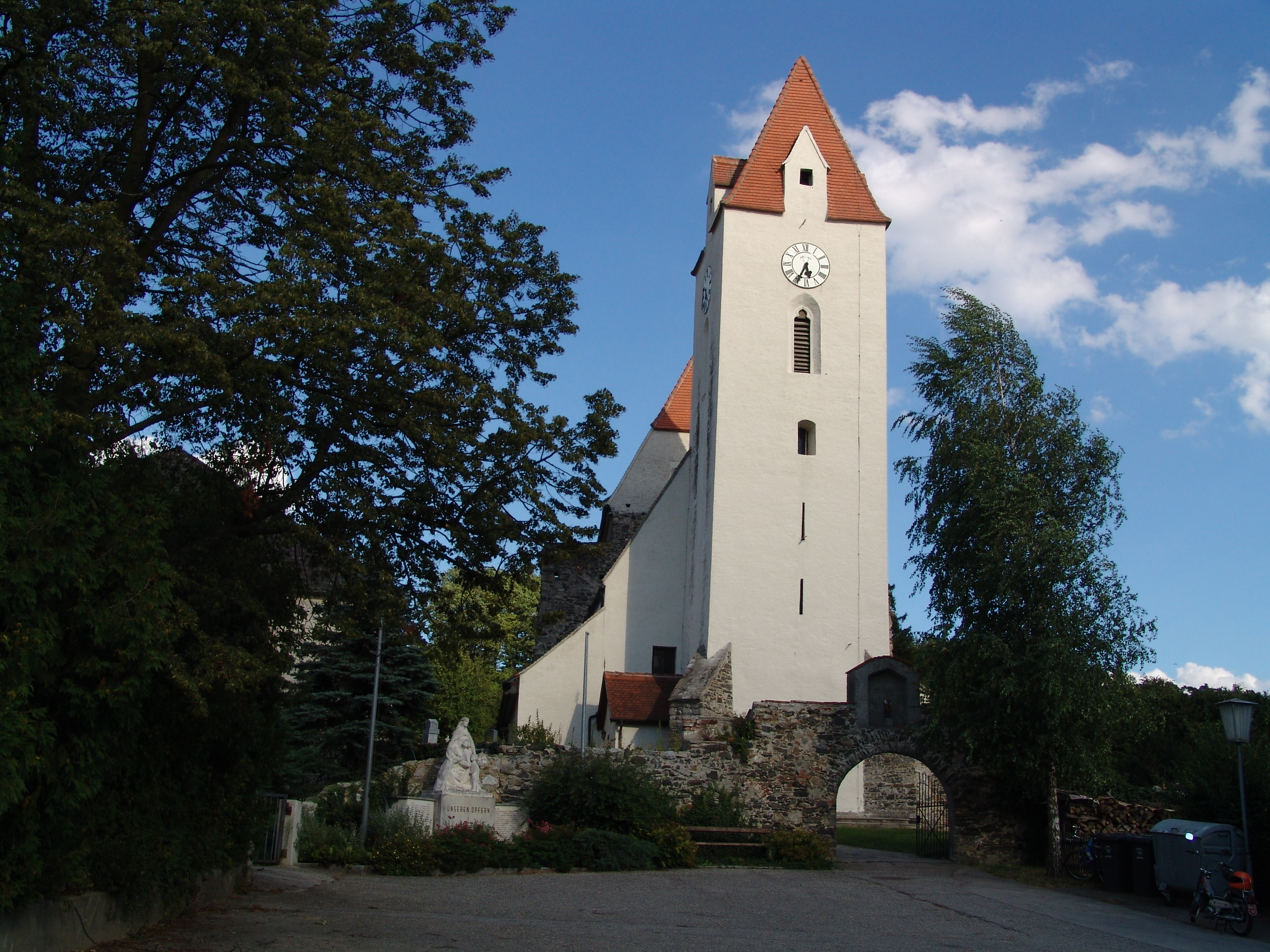
Church Mauer
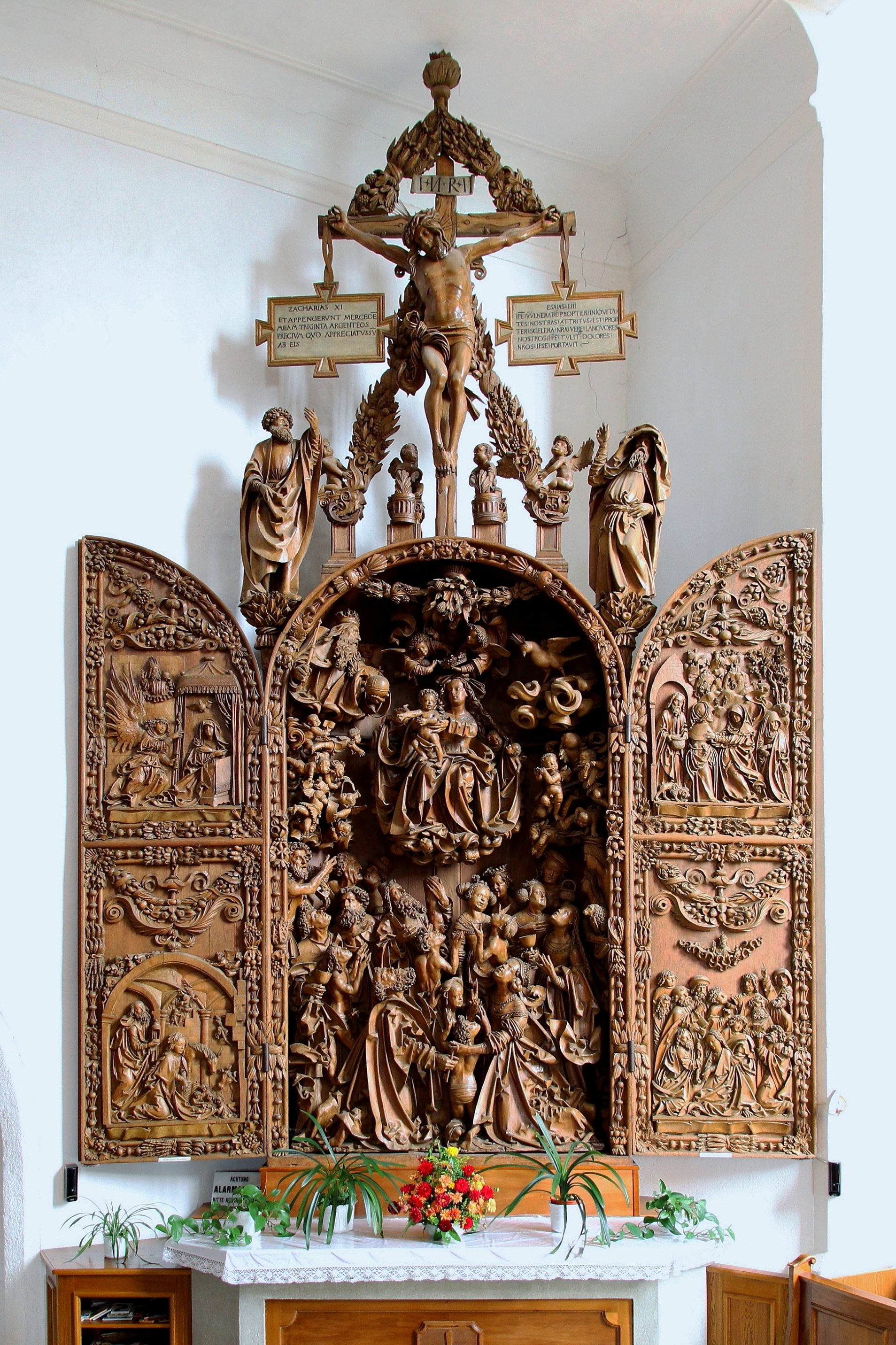
Mauer bei Melk, Carving altar 1509
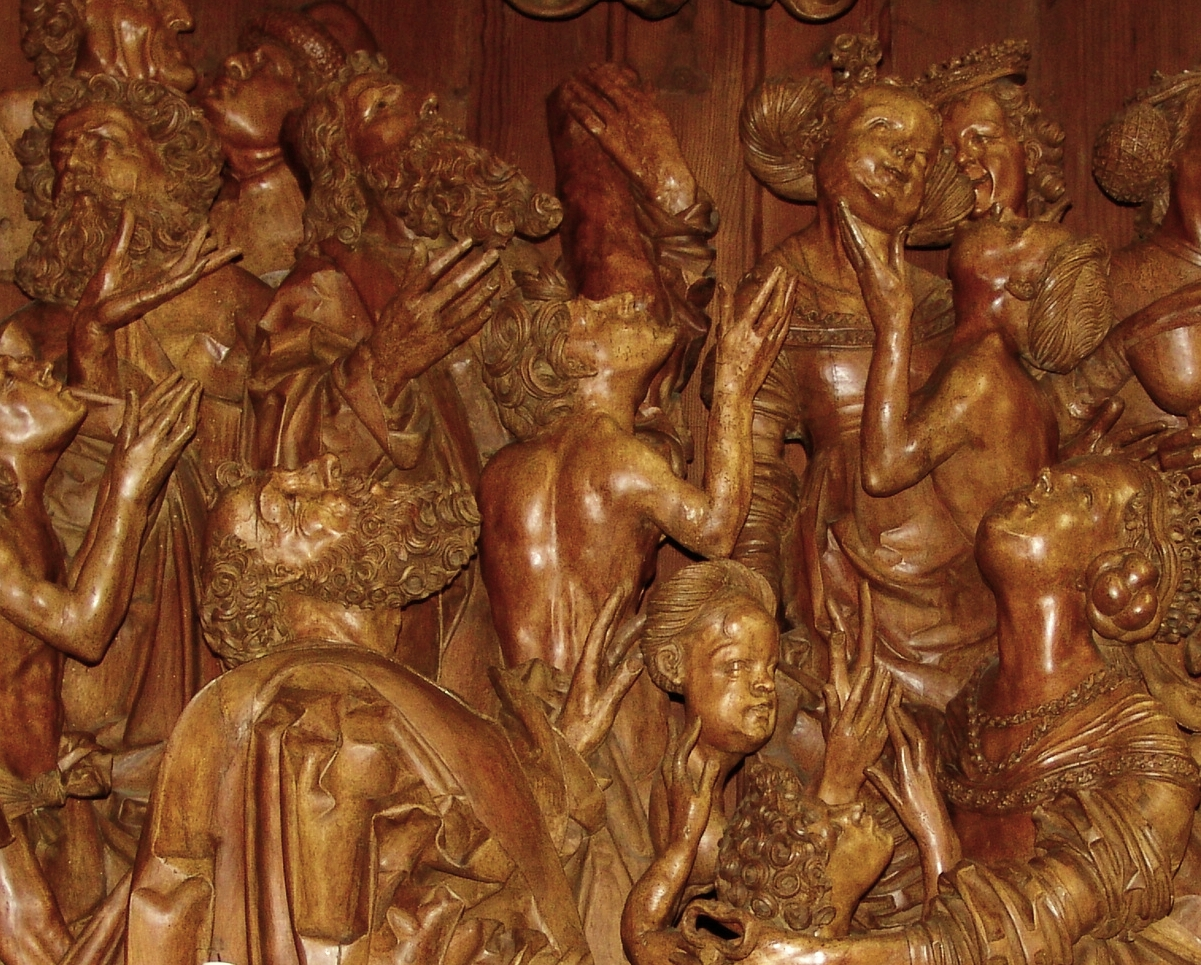
Carving altar
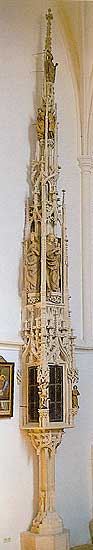
Sakramenthäuschen